# (3052) Герцен
(3052) Герцен (лат. Herzen) — типичный астероид главного пояса, открыт 16 декабря 1976 года советским астрономом Людмилой Черных в Крымской астрофизической обсерватории и 18 сентября 1986 года назван в честь русского писателя, философа и публициста-революционера Александра Герцена.

## Обнаружение и именование
(3052) Герцен
Открыт 16 декабря 1976 года в Научном Л. И. Черных.
Назван в память о революционере, писателе и философе Александре Ивановиче Герцене (1812—1870), основателе Вольной русской типографии за рубежом.
Оригинальный текст (англ.)3052 Herzen
Discovered 1976-12-16 by Chernykh, L. at Nauchnyj.
Named in memory of Aleksandr Ivanovich Herzen (1812—1870), revolutionary, writer and philosopher, founder of the free Russian press abroad.
Источники: DISCOVERY.DB; M.P.C. 11159.

## Орбита

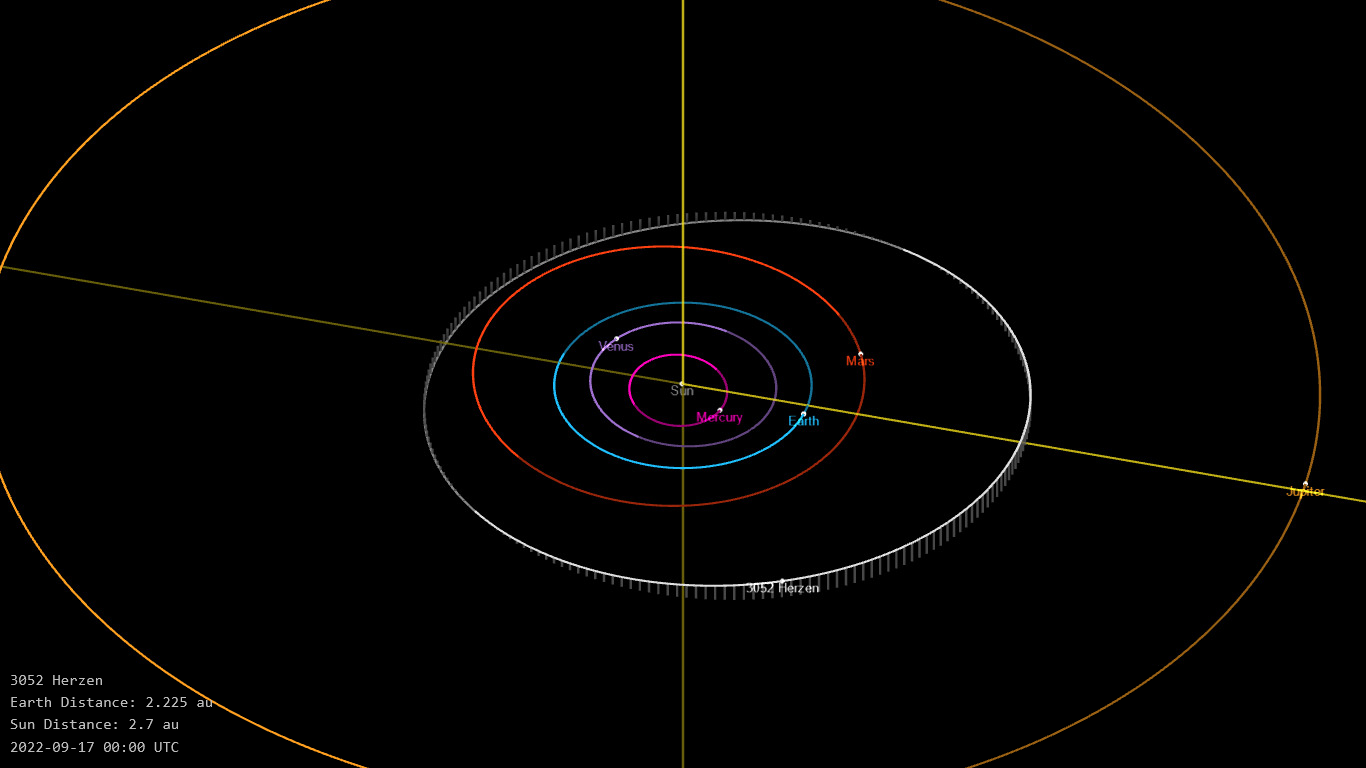
Орбита астероида Герцен и его положение в Солнечной системе

## Физические характеристики
Астероид относится к таксономическому классу S.
По результатам наблюдений в инфракрасном диапазоне орбитальной обсерватории IRAS и спутника Akari и наблюдений в видимом и ближнем инфракрасном диапазоне космического телескопа NEOWISE диаметр астероида сначала оценивался равным 15,18±1,3 км, позже — 10,728±0,051 км, 13,96±0,30 км, 12,97±3,68 км, 11,95±3,25 км, 14,538±4,077 км, 15,61±4,35 км, 14,34±4,88 км и 14,38±4,65 км, 14,16±4,46 км. Согласно тем же источникам альбедо оценивается как 0,0441±0,009, 0,0340±0,0027, 0,053±0,003, 0,04±0,01, 0,04±0,04, 0,0303±0,0260, 0,034±0,003, 0,027±0,017, 0,036±0,029 и 0,029±0,027, 0,028±0,020.